# Spiridon Lembesis
Spiridon Lembesis (gr. Σπυρίδων Λεμπέσης; ur. 30 maja 1987) – grecki lekkoatleta specjalizujący się w rzucie oszczepem.
Największym dotychczasowym sukcesem zawodnika jest zdobycie brązowego medalu podczas młodzieżowych mistrzostw Europy w 2009 roku. W tym samym sezonie uplasował się na drugim miejscu igrzysk śródziemnomorskich. Reprezentant Grecji podczas pierwszych drużynowych mistrzostw Europy - z wynikiem 74,21 zajął 5. miejsce. Zajął 7. miejsce w finale igrzysk olimpijskich w Londynie. Wielokrotny mistrz kraju.
Rekord życiowy: 83,02 (19 maja 2012, Nikozja).